# 云南柳莺
云南柳莺（学名：Phylloscopus yunnanensis）为柳莺科柳莺属的鸟类。该物种的模式产地在云南。其种加词 yunnanensis 意为“云南的”。四川柳莺（学名：Phylloscopus sichuanensis）是云南柳莺的同物异名。